# 1095 Tulipa
1095 Tulipa este un asteroid din centura principală, descoperit pe 14 aprilie 1926, de Karl Reinmuth.